# ディーロ・ブラウン
ディーロ・ブラウン（D'Lo Brown、1970年10月22日 - ）は、アメリカ合衆国のプロレスラー。ニュージャージー州出身のアフリカ系アメリカ人。ディー・ロウ・ブラウンと表記される時もある。
本名はエイシー・コナー（Accie Connor）、通称エース・コナー（Ace Connor）。WWE、TNA、全日本プロレス、プロレスリング・ノアなどで活躍。

## 来歴
ラリー・シャープのモンスター・ファクトリーとアル・スノーの道場でトレーニングを行い、地元ニュージャージー州の団体でプロレスラーとしてデビュー。1993年にはWWF（現・WWE）にジョバーとして参戦。しばらくインディペンデント団体で活動した後、1995年にWWE下部組織のHWAに入る。
1997年、ディーロ・ブラウンのリングネームでWWE登場。ファルークやザ・ロックらのネーション・オブ・ドミネーションのメンバーとなり、解散後もマーク・ヘンリーやザ・ゴッドファーザーとのタッグで活動した。1998年7月にはトリプルHを破りヨーロピアン王座を獲得し、1999年にはジェフ・ジャレットからインターコンチネンタル王座も奪取している。また、1999年10月に、ドロズをパワーボムで下半身不随の再起不能にしてしまうという苦い経験もあった。
2000年にチャズとロー・ダウンなるチームを結成もトップ戦線には食い込めず、その後タイガー・アリ・シンをマネージャーにイスラム教徒ギミックのチームとなるが、それも前座扱いばかりの試合であった。2003年2月にWWEを解雇される。
退団後の2003年10月にTAKAみちのくに呼び寄せられ、全日本マットに登場した。TAKAみちのくからの勧誘とあって、TAKAが率いるチーム「RO&D」の一員として活躍。当初はTNAと掛け持ちで出場している。
2006年1月よりヨーロッパに遠征していたが、2006年9月シリーズで久々に来日。些細なトラブルで不仲になっていた太陽ケアとも、一騎討ちの末和解することができた。しかし、9月17日にRO&D対VOODOO-MURDERS“敗者チーム解散マッチ”を行った際、試合中にブキャナンと共にRO&Dを裏切りVOODOO-MURDERSに加入。しかしVOODOO-MURDERSではあまり出番が無く、2007年4月に再びTAKAみちのくに合流、ノアに参戦すると発表された。6月にブキャナンと組んでGHCタッグ王座に挑戦するも敗戦。10月に空位となった同王座決定リーグ戦に参戦。優勝し、同王座を獲得した。
現地時間8月13日に開催されたWWEのRAWのダーク・マッチに出場し、勝利を収めた。その際に、プロレスLOVEのようなポーズを見せた。観客の反応も上々で、WWEへの再契約の話も報じられた。
それ以降もノアなどに参戦、2008年3月・4月にノアにおいて行われたグローバル・タッグ・リーグ戦にブキャナンとのコンビで出場（9チーム中5位、技能賞）するなどしていたためWWE復帰は無いのかと思われていたが、同年6月に正式にWWEと再契約。数々のダーク・マッチをこなし、7月21日にRAWにてサンティーノ・マレラにローダウンを決めTV復帰を勝利で飾った。しかし2009年1月9日に大きなチャンスを与えられないまま大型解雇（バル・ビーナス、バン・ニーリー、ケビン・ソーン、レフェリーら）の中の一人となり、再びWWEを去った。
WWE解雇後は、初戦からROH世界ヘビー級王座に挑戦という破格の扱いで2009年2月よりROHに参戦。4月にはノアにも復帰した。9月からはロード・エージェントとしてTNAと再契約。2012年からは大型ユニットであるエイシズ・アンド・エイツのメンバーとして再びリングに上がり、2013年5月にカート・アングルとアイ・クイット・マッチ を行うが敗退。エイシズ・アンド・エイツから追放され、7月にTNAを解雇された。
その後、2013年8月に全日本プロレスに再参戦。9月には王道トーナメントに出場し、11月からはバンビキラーやKENSOと共にヒールのユニットを結成した。

## 人物
- 試合中に武藤敬司のLOVEポーズをやるのは挑発ではなく、彼自身がグレート・ムタのファンだったためである。
- 外国人にしては日本語が上手であり、小島聡の「よぉぉし!」や「いっちゃうぞバカヤロー」といったお約束のセリフを試合中に叫んだこともある。
- メイン大学を卒業。公認会計士（CPA）の資格を持っている。
- 2007年1月に、アメリカのインドア・フットボール・リーグ所属チームの副オーナーに就任したが、同年、ホームチームで行われる5ゲーム目の試合前に退任。
- 首を振る仕草が特徴。また子供からの声援が多い。
- 2001年にジェニファーと結婚。2人の娘がいる（二女は2009年8月に誕生）。

## 得意技
ロー・ダウン（Lo Down）
滞空時間の長い開脚屈伸式ダイビング・ボディ・プレス。「ロウ・ダウン」とも表記される場合がある。
ムーンサルトプレス
フォームが美しく、セカンドロープから放つものもある。
FUJIYAMA
相手の体を抱えた後、自らの体の周囲をクルリと周回させてから繰り出すスクラップ・バスター。フォームが富士急ハイランドのジェットコースター「キング・オブ・コースターFUJIYAMA」を連想させることから命名。
スカイハイ
主にカウンターで使用され、正面から相手の両腋を掴んで高く抱え上げ、相手の腰に腕を持ち替えてからのスパイン・ボム。「スカイ・ハイ・ドロップ」、「スカイ・ハイ・ボム」などとも呼ばれる。
シャイニング・ウィザード
美しいフォームであり、極まった後のLOVEポーズも忘れない。
浴びせ蹴り
タッチを受けて出てきた相手に放つことが多い。

## 入場テーマ曲
- Where Da Hood At

## 獲得タイトル
WWE
- WWFインターコンチネンタル王座：1回
- WWFヨーロピアン王座：4回（ウィリアム・リーガルと並んで最多獲得者）

TNA
- NWA世界タッグ王座：1回（w / グラン・アポロ）

プロレスリング・ノア
- GHCタッグ王座：1回（w / ブキャナン）

BAW
- BAW王座 : 1回

BCW
- BCWカンアム・ヘビー級王座 : 2回

CAPW
- CAPW北米王座 : 2回

HWA
- HWAヘビー級王座 : 2回
- HWAタッグ王座 : 1回（w / マット・ストライカー）

IWA
- IWA世界タッグ王座 : 1回（w / グラマーボーイ・シェイン）

IWW
- IWWインターナショナルヘビー級王座 : 1回

NEPW
- NEPWヘビー級王座 : 6回

SCW
- SCWフロリダ南部ヘビー級王座 : 1回

UXW
- UXWヘビー級王座 : 1回